# Technische massaeenheid
Technische massaeenheid is een eenheid voor gewicht. Het eenheidssymbool is TME.
1 TME := 9,80665 kg.
Technische massaeenheid is geen SI-eenheid. Officieel gebruik is niet toegestaan.